# Feeling Through
Feeling Through är en kortfilm som regisserades av Doug Roland. Den hade premiär den 3 december 2019, och är den första kortfilmen i historien där en dövblind skådespelare medverkar. 

## Handling
Tereek, är en hemlös 18-åring som lever på gatorna i New York City. En kväll stöter han på en dövblind man vid namn Artie, som kommunicerar genom att använda papper och penna. Tereek drar linjer på hans handflata för att skapa ord för att kunna kommunicera med honom. Artie vill åka hem, och Tereek hjälper honom att komma till en busshållplats.  

## Produktion
Regissören själv stötte på en dövblind man vid namn Artemio som ville till en busshållplats. Båda blev vänner och detta inspirerade Doug till att göra en kortfilm baserad på hans upplevelse. I början ville Doug ha med Artemio till sin film, men han kunde inte hitta honom eller kontakta honom. Han samarbetade med Helen Keller Service för att starta produktionen, och det anhöll en audition för döva och dövblinda skådespelare som skulle få rollen som Artie. Rollen gavs till kocken Robert Tarango, som själv är döv sen födseln och förlorade mesta dels av sin syn vid 30-årsåldern. Inspelningen påbörjades november 2018 och filmen blev Oscarsnominerad året därpå. Efter produktionen återförenades Doug med Artemio efter 7 år. 